# Halva
Halva  je slaščica poznana v vseh deželah Arabskega sveta, Sredozemlja, Balkana, male Azije, centralne Azije in severne Afrike. Ime je dobila po arabski besedi halva, kar pomeni sladkarija. Glavne sestavine so sezam, razni orehi, med in včasih nekaj pšenične moke. Lokalni mojstri slaščičarji v različnih azijskih in arabskih državah poznajo tisoče vrst halv prilagojenih različnim okusom tam živečih prebivalcev. 